# Amy Sedaris
Amy Louise Sedaris, född den 29 mars 1961 i Endicott, New York, är en amerikansk skådespelare, komiker och författare som är känd för sina humoristiska roller. Hon spelar karaktären Jerri Blank i TV-serien Strangers with Candy och samarbetar ofta med sin äldre bror, skådespelaren och författaren David Sedaris.

## Filmografi

### Filmer
| År   | Film                                                  | Roll                         | Notering |
| ---- | ----------------------------------------------------- | ---------------------------- | -------- |
| 1991 | Big Deals (TV-film)                                   | Topaz Radulavitch            |          |
| 1997 | Bad Bosses Go to Hell                                 | Trendy Boss                  |          |
| 1997 | Commandments                                          | Scholar                      |          |
| 1998 | Wheels of Fury                                        | Pepper Mills                 |          |
| 1998 | Strangers with Candy: Retardation, a Celebration (TV) | Jerri Blank                  |          |
| 1998 | Six Days Seven Nights                                 | Robins sekreterare           |          |
| 2001 | Jump Tomorrow                                         |                              |          |
| 2002 | Kärleken checkar in                                   | Rachel Hoffberg              |          |
| 2003 | Untitled New York Pilot (TV-film)                     | Connie                       |          |
| 2003 | School of Rock                                        | Mrs. Haynish                 |          |
| 2003 | Elf                                                   | Deb                          |          |
| 2004 | Neurotica                                             | Renee                        |          |
| 2004 | My Baby's Daddy                                       | Annabelle                    |          |
| 2005 | Strangers with Candy                                  | Jerri Blank                  |          |
| 2005 | En förtrollad romans                                  | Gladys Kravitz               |          |
| 2005 | Romance & Cigarettes                                  | Frances                      |          |
| 2005 | Stay                                                  | Toni                         |          |
| 2005 | Chicken Little                                        | Foxy Loxy                    | (röst)   |
| 2006 | Full Grown Men                                        | Trina                        |          |
| 2006 | I Want Someone to Eat Cheese With                     | School Therapist - Ms. Clark |          |
| 2007 | Snow Angels                                           | Barb Petite                  |          |
| 2007 | Dedication                                            | Cassidy's Mom                |          |
| 2007 | Shrek den tredje                                      | Cinderella                   | (röst)   |
| 2007 | Puberty: The Movie                                    | Paulie the Penis             | (röst)   |
| 2008 | Gym Teacher: The Movie (TV movie)                     | Principal Hoffman            |          |
| 2009 | Space Buddies                                         | Gravity                      | (röst)   |
| 2009 | Dance Flick                                           | Ms. Cameltoé                 |          |
| 2009 | Jennifer's Body                                       | Needy's Mom                  |          |
| 2009 | Tanner Hall                                           | Mrs. Middlewood              |          |
| 2009 | Old Dogs                                              | Condo Woman                  |          |
| 2010 | Beware the Gonzo                                      | Diane Gilman                 |          |
| 2010 | The Best and the Brightest                            | Sue Lemon                    |          |
| 2011 | Mästerkatten                                          | Jill                         | (röst)   |
| 2011 | SvampBob Fyrkant                                      | Ma Angler                    | (röst)   |
| 2014 | Chef                                                  | Jen                          |          |
| 2025 | Smurfar                                               | TBA                          | (röst)   |

### TV
| År        | Show                              | Roll                                          | Notering   |
| --------- | --------------------------------- | --------------------------------------------- | ---------- |
| 1995–1996 | Exit 57                           | Olika                                         | 12 avsnitt |
| 1999–2000 | Strangers with Candy              | Jerri Blank / Geraldine 'Jerri' Antonia Blank | 30 avsnitt |
| 2001      | Fling                             | Receptionisten                                | 2 avsnitt  |
| 2001      | Just Shoot Me!                    | Betsy Frayne                                  | 2 avsnitt  |
| 2002–2003 | Sex and the City                  | Courtney Masterson                            | 4 avsnitt  |
| 2002–2003 | Monk                              | Gail Fleming                                  | 2 avsnitt  |
| 2004      | Ed                                | Kate McCormick                                | 2 avsnitt  |
| 2004      | The Wrong Coast                   | Various Celebrity Voices                      |            |
| 2004      | Law & Order: Special Victims Unit | Charlie Donato                                |            |
| 2005      | Wonder Showzen                    | Miss Amy                                      |            |
| 2006      | The Colbert Report                | Abraxxia (segment "Tek Jansen")               | (röst)     |
| 2006      | Sesam                             | Snow White                                    |            |
| 2006      | My Name Is Earl                   | Judy                                          |            |
| 2007      | Andy Barker, P.I.                 | Rita Spaulding                                |            |
| 2007      | Rescue Me (TV series)             | Beth                                          | 2 avsnitt  |
| 2008      | Yo Gabba Gabba!                   | Tooth Fairy                                   |            |
| 2009      | The Closer                        | Claire Howard                                 | 2 avsnitt  |
| 2009      | American Dad!                     | Dr. Meg Penner                                |            |
| 2009      | Christine                         | Frances 'Frankenstein' Stein                  |            |
| 2010      | The Middle                        | Abby Michaels                                 |            |
| 2011      | Royal Pains                       | Nan                                           |            |
| 2011      | Raising Hope                      | Delilah                                       | 2 avsnitt  |
| 2011      | Bob's Burgers                     | Samantha                                      | (röst)     |
| 2011      | Hot In Cleveland                  | Heather / Heather Shaw                        | 2 avsnitt  |